# Historia del pensamiento evolucionista

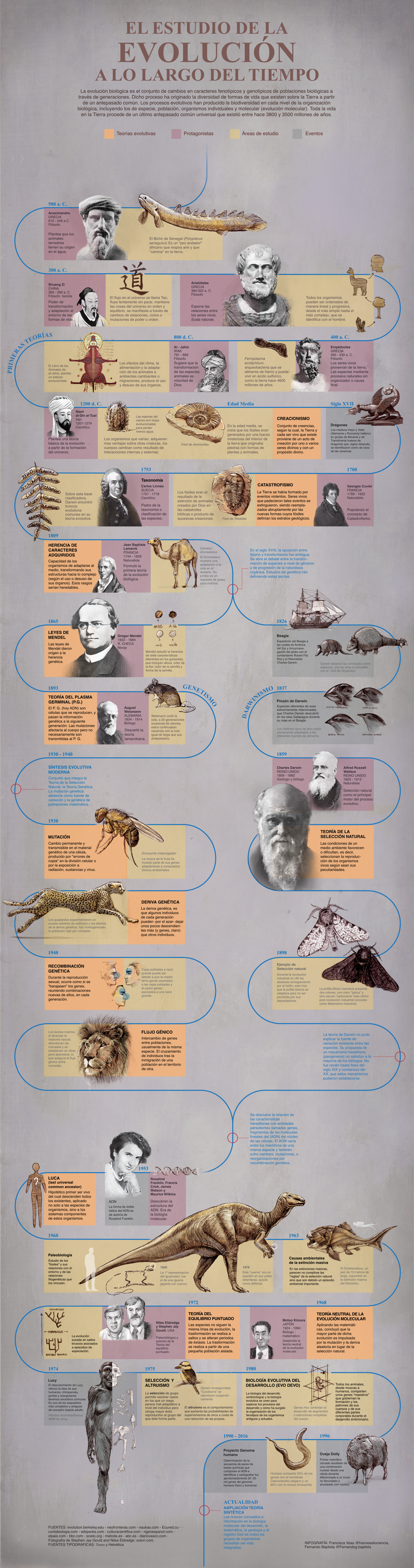
Infografía que resume la historia del pensamiento evolucionista.

El pensamiento evolucionista o transformista, la concepción de que las especies cambian a lo largo del tiempo, tiene sus orígenes en la antigüedad, en las ideas de los griegos, romanos, chinos y musulmanes. Sin embargo, hasta el siglo XVIII, el pensamiento biológico occidental estaba dominado por el esencialismo, la idea de que las formas de vida permanecen inmutables. Esta idea comenzó a cambiar, durante la Ilustración, una vez que la cosmología evolutiva y la filosofía mecánica se extendieron de las ciencias físicas a la historia natural. Los propios naturalistas comenzaron a concentrarse en la variabilidad de las especies; el surgimiento de la paleontología con el concepto de extinción, minó aún más la concepción estática de la naturaleza. A principios del siglo XIX, Jean-Baptiste Lamarck postuló su teoría de la transmutación de las especies, que fue la primera teoría científica de la evolución completamente formada.
En 1858, Charles Darwin y Alfred Russel Wallace publicaron una nueva teoría evolutiva, que fue explicada en detalle en la obra de Darwin El origen de las especies (1859). A diferencia de Lamarck, Darwin proponía la idea de una ascendencia común y un árbol de la vida compuesto por muchas ramificaciones. Esta teoría se basaba en la idea de la selección natural y sintetizaba una gran variedad de hallazgos en varias disciplinas como la crianza de animales, la biogeografía, la geología, la morfología y la embriología. El debate en torno a la obra de Darwin llevó a la rápida aceptación de la evolución, pero el mecanismo que proponía, la selección natural, no fue ampliamente aceptado hasta la década de 1940. La mayoría de biólogos argumentaban que otros factores impulsaban la evolución como la herencia de caracteres adquiridos (neolamarquismo), un impulso innato hacia el cambio (ortogénesis), o grandes mutaciones repentinas (saltacionismo). La síntesis de la selección natural con la genética mendeliana en las décadas de 1920 y 1930 fundaron la nueva disciplina de la genética de poblaciones. Durante las décadas de 1930 y 1940, la genética de poblaciones se integró con otros campos de la biología, resultando en una teoría evolutiva ampliamente aplicable que comprendía gran parte de la biología; la síntesis evolutiva moderna.
Tras el establecimiento de la biología evolutiva, los estudios de las mutaciones y las variaciones en poblaciones naturales, en combinación con la biogeografía y la sistemática, condujeron a sofisticados modelos evolutivos matemáticos y causales. Asimismo, se mantuvieron vigentes los movimientos y corrientes creacionistas que rechazaron la selección natural y mantuvieron la idea del diseño inteligente, según la cual el ser humano y el universo fueron creados ya sea por uno o varios entes divinos. La paleontología y la anatomía comparada permitieron reconstrucciones más detalladas de la historia de la vida. Tras la aparición de la genética molecular en la década de 1950, se desarrolló el campo de la evolución molecular, basado en secuencias proteicas y pruebas inmunológicas, incorporando más tarde estudios del ARN y del ADN. La visión genocéntrica de la evolución se hizo prominente en la década de 1960, seguida por la teoría neutralista de la evolución molecular, acalorando los debates sobre el adaptacionismo, las unidades de selección y la importancia relativa de la deriva genética y de la selección natural. A finales del siglo XX, la secuenciación de ADN condujo a la filogenia molecular y la reorganización del árbol de la vida en el sistema de tres dominios. Asimismo, los factores recientemente reconocidos de la simbiogénesis y la transferencia horizontal de genes introdujeron aún más complejidad a la historia evolutiva.

## Antigüedad

### Griegos

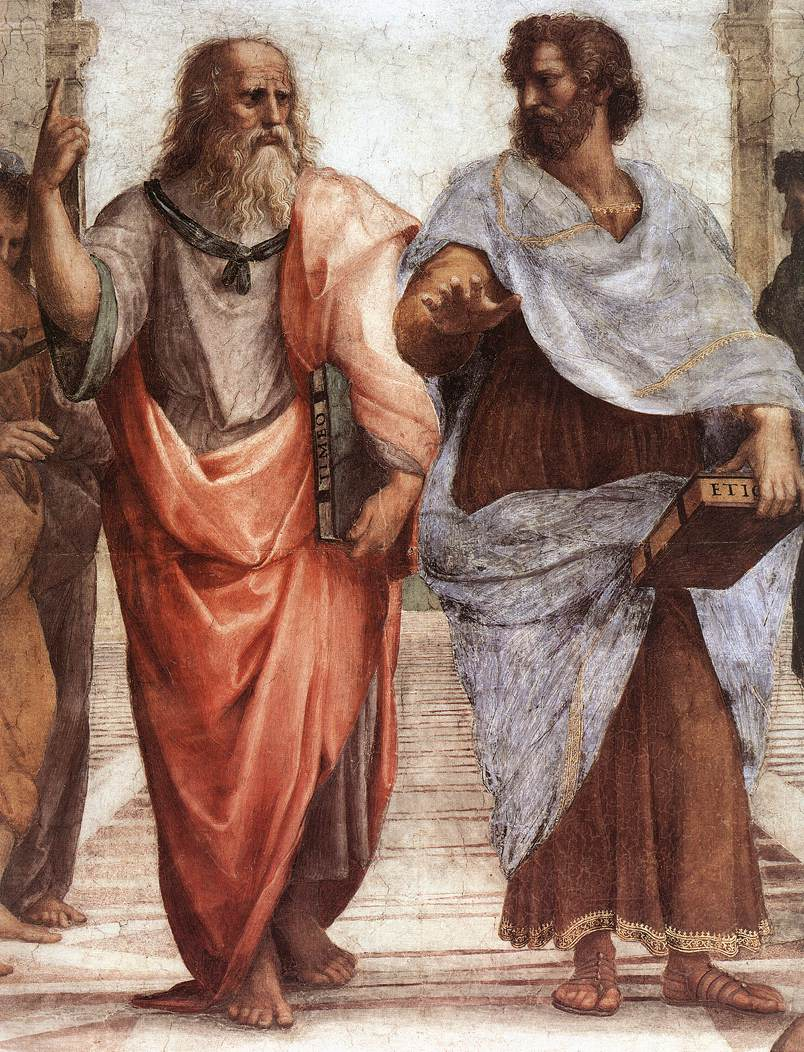
Platón (a la izquierda) y Aristóteles (a la derecha), un detalle de La Escuela de Atenas.

Los filósofos griegos discutieron conceptos que implicaban formas de evolución. Un antecedente lo tenemos en la pugna entre Parménides y Heráclito. Anaximandro (aprox. 610-546 a. C.) afirmaba que la vida se había desarrollado originalmente en el mar y que posteriormente esta se trasladó a la tierra, en tanto Empédocles (aprox. 490-430 a. C.) escribió que los primeros seres vivos provenían de la tierra y las especies surgieron mediante procesos naturales sin un organizador o una causa final. Empédocles incluso parece haber sugerido una forma de selección natural, tal y como lo transmitió Aristóteles, aunque él personalmente estaba en contra: «Así, cuando tales partes resultaron como si hubiesen llegado a ser por un fin, sólo sobrevivieron las que por casualidad estaban convenientemente constituidas, mientras que las que no lo estaban perecieron y continúan pereciendo, como los terneros de rostro humano de los que hablaba Empédocles». Tales propuestas sobrevivieron hasta la época romana. El poeta y filósofo Lucrecio, siguió a Empédocles en su obra maestra De rerum natura (Sobre la naturaleza de las cosas) donde el universo funciona a través de mecanismos naturalistas, sin ninguna intervención sobrenatural. Si la visión mecanicista se encuentra en estos filósofos, la teleológica ocurre en Heráclito, quien concibe el proceso como un desarrollo racional, de acuerdo con el Logos. El desarrollo, así como el proceso de convertirse, en general, fue negado por los filósofos eleáticos. Otros filósofos, que llegaron a ser más influyentes en la Edad Media, creyeron que las especies o formas de todas las cosas, no solo las cosas vivas, se fijaron por diseño divino.
Platón (aprox. 428-348 a. C.) fue, en palabras del biólogo e historiador Ernst Mayr, «el gran antihéroe del evolucionismo», pues estableció la filosofía del esencialismo, que llamó teoría de las Formas. Esta teoría mantiene que los objetos observados en el mundo real no son más que «reflejos» de un número limitado de esencias (eide). La variación es simplemente el resultado de una reflexión imperfecta de estas esencias constantes. En el Timeo Platón presentó la idea de que el Demiurgo había creado el cosmos y todo lo que hay porque Él es bueno, y por tanto, «[...] libre de celos, Él deseó que todas las cosas fueran como Él». El creador creó todas las formas de vida concebibles, ya que «[...] sin ellas, el universo sería incompleto, pues no contendría todos los tipos de animales que debería contener, si quisiera ser perfecto». Esta idea de que todas las formas de vida potenciales son esenciales para una creación perfecta, recibe el nombre de principio de plenitud e influyó significativamente en el pensamiento cristiano. Sin embargo, algunos historiadores de la ciencia han cuestionado el grado de influencia del esencialismo de Platón en la filosofía de la naturaleza al afirmar que muchos filósofos después de Platón creyeron que las especies podrían ser capaces de transformarse y la idea de que estas especies biológicas se fijaron y poseían características inmutables esenciales no llegó a ser importante hasta el inicio de la taxonomía biológica en los siglos XVII y XVIII.
Aristóteles (384 a. C.-322 a. C.), uno de los filósofos griegos más influyentes, es el primer historiador natural, de quien ha quedado preservada su obra con cierto detalle. Sus escritos sobre biología fueron el resultado de su investigación sobre la historia natural en la isla de Lesbos, y han sobrevivido en forma de cuatro libros, conocidos habitualmente por sus nombres latinos, De anima (sobre la esencia de la vida), Historia animalium (investigaciones sobre los animales), De generatione animalium (reproducción) y De partibus animalium (anatomía). Las obras de Aristóteles contienen algunas observaciones e interpretaciones sumamente inteligentes, junto con varios mitos y errores —reflejando el estado desigual del conocimiento en su época. Sin embargo, según Charles Singer, «Nada es más destacable que los esfuerzos de Aristóteles por mostrar las relaciones entre los seres vivos en forma de scala naturæ». Esta scala naturæ, descrita en Historia animalium, clasificaba los organismos en relación con una «escala de la vida» o «cadena de los seres» jerárquica, situándolos según su complejidad estructural y funcional, de manera que los organismos que presentaban una mayor vitalidad y capacidad de moverse eran descritos como «organismos superiores». Asimismo, Aristóteles creía que las características de los organismos vivos mostraban claramente lo que él denominaba una «causa final», es decir, que habían sido diseñadas con un propósito. Con esto, él rechazaba explícitamente la opinión de Empédocles respecto a que los seres vivos podrían haberse originado por casualidad.
Los estoicos siguieron a Heráclito y Aristóteles en las líneas principales de su física. Con ellos, todo el proceso se lleva a cabo de acuerdo a los fines de la Divinidad. Las variaciones de esta idea se convirtieron en la comprensión estándar de la Edad Media y se integraron al cristianismo.

### Chinos
Las ideas sobre la evolución fueron expresadas por antiguos filósofos chinos, como Zhuangzi (Chuang Tzu), un filósofo taoísta que vivió cerca del siglo IV a. C. Según Joseph Needham, el taoísmo rechaza explícitamente el fijismo de las especies biológicas, y los filósofos taoístas especulaban que las especies habían desarrollado características diferentes en respuesta a ambientes diferentes. Los humanos, la naturaleza y los cielos se consideraba que existían en un estado de «transformación constante» conocido como Tao, en contraste con la concepción más estática de la naturaleza típica del pensamiento occidental.

### Romanos
Lucrecio (fallecido el 50 a. C.), el filósofo atomista romano, escribió el poema didáctico De la naturaleza de las cosas (De rerum natura) donde ofrece la mejor explicación de las ideas de los filósofos griegos epicúreos que se ha conservado. Describe el desarrollo del cosmos, la Tierra, los seres vivos y la sociedad humana por medio de mecanismos puramente naturales, sin ninguna referencia a un agente sobrenatural. El poema influiría en las especulaciones cosmológicas y evolucionistas de los filósofos y científicos, durante y después del Renacimiento.

### Agustín de Hipona
El teólogo del siglo IV Agustín de Hipona escribió que el relato de la creación del Génesis no debería interpretarse literalmente. Como expone en su libro De Genesi ad litteram ("Sobre la interpretación literal del Génesis"), creía que en algunos casos las nuevas criaturas se formaban debido a la «descomposición» de formas de vida más primitivas. Para él, «plantas, aves de corral y animales no son perfectos... pero fueron creados en un estado de potencialidad». No obstante, consideraba teológicamente perfectos a los ángeles, al firmamento y al alma humana. Su idea de que los seres vivos se transformaban lentamente con el tiempo llevó a Giuseppe Tanzella-Nitti, profesor de teología de la Pontificia Universidad de la Santa Cruz, en Roma, a afirmar que Agustín había sugerido una forma de evolución.

## Edad Media

### Filosofía islámica y la lucha por la existencia
Mientras que las ideas evolucionistas griegas y romanas desaparecieron de Europa con posterioridad a la caída del imperio romano, no fue así entre los científicos y filósofos musulmanes. Durante la Edad de Oro del Islam, en las escuelas islámicas se enseñaban teorías primitivas de la evolución. El científico, filósofo e historiador del siglo XIX John William Draper enmarcó los escritos del siglo XII de al-Khazini como parte de lo que denominó la «teoría mahometana de la evolución». Comparó estas ideas primitivas con teorías biológicas posteriores, argumentando que las primeras estaban desarrolladas «[...] mucho más allá de lo que nosotros lo hacemos, extendiéndolas hasta los objetos inorgánicos o minerales».
El escritor afroárabe al-Jahiz, en el siglo IX, fue el primero en intentar describir la evolución de las especies. Estudió los efectos del entorno en las posibilidades de supervivencia, y describió la lucha por la existencia y las cadenas tróficas. En un fragmento de El libro de los animales puede leerse:

«Los animales se encuentran involucrados en una lucha por la existencia: por los recursos, para evitar ser devorados, y para reproducirse. Los factores ambientales influyen en los organismos para desarrollar nuevas características que aseguren su supervivencia, transformándose así en otras especies. Los animales que sobreviven y se reproducen pueden traspasar sus características a la descendencia.»
Al-Jahiz, El libro de los animales.

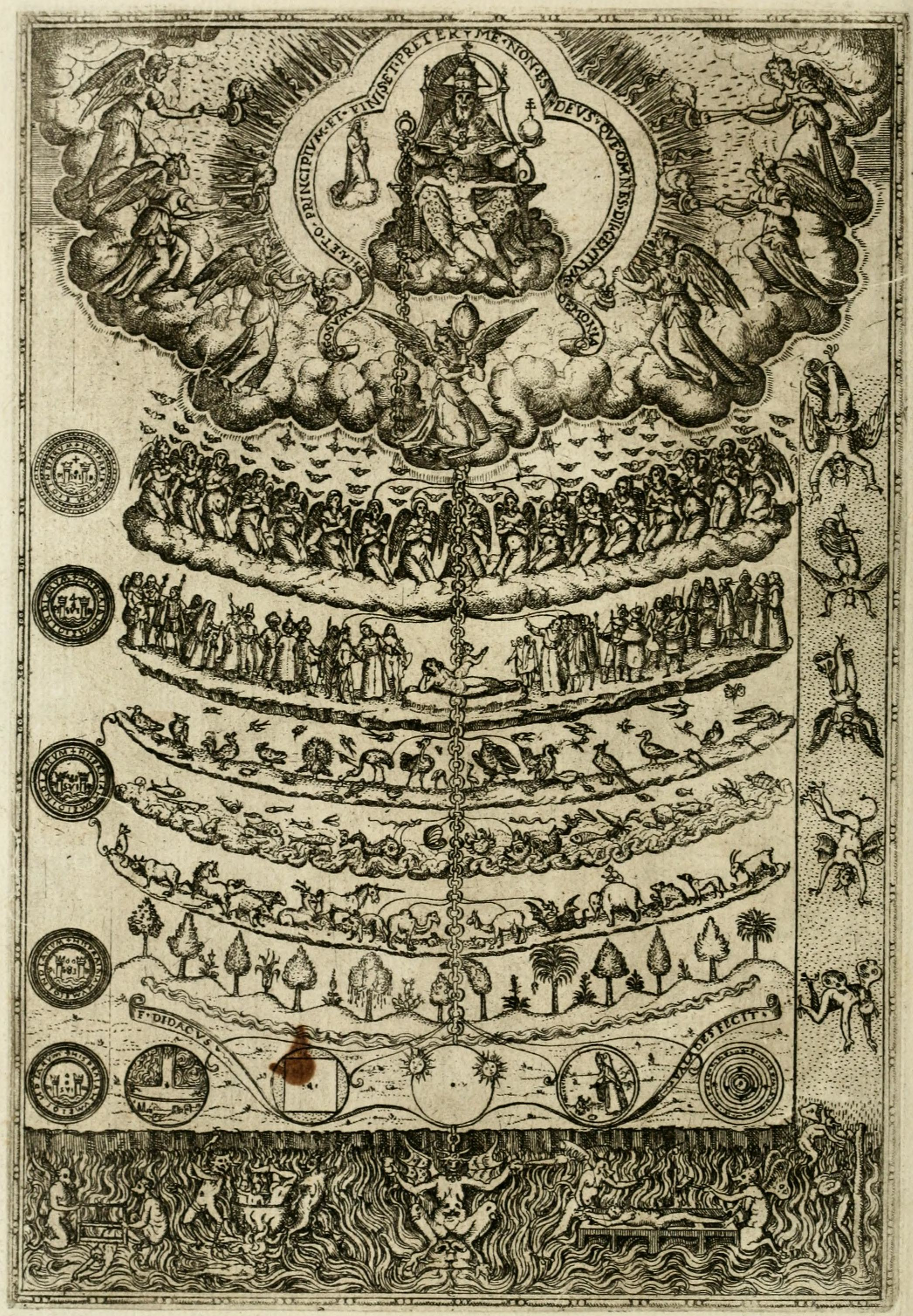
Ilustración de la cadena de los seres, en la Rhetorica Christiana (1579) de Diego de Valadés.

El al-Fawz al-Asghar de Ibn Miskawayh y la Enciclopedia de los Hermanos de la Pureza (las epístolas de Ikhwan al-Safa) expresaban ideas sobre cómo las especies se desarrollaban; de la materia al vapor y de allí al agua, después los minerales en plantas, continuando con los simios y, finalmente, los humanos. También el polímata Ibn al-Haytham escribió un libro en el que defendía el evolucionismo. Otros muchos estudiosos y científicos musulmanes, como Abū Rayhān al-Bīrūnī, Nasir al-Din Tusi e Ibn Khaldun, discutieron y desarrollaron estas ideas. Con la posterior traducción de sus obras al latín, sus trabajos comenzaron a estar presentes en el mundo occidental a partir del Renacimiento, y es posible que tuvieran cierta influencia en la ciencia de occidente.

### Filosofía cristiana y la cadena de los seres
A comienzos de la Baja Edad Media, en occidente el conocimiento griego clásico se había perdido completamente. Juan Escoto Erígena y algunos de sus seguidores parecen haber enseñado una especie de evolución. No obstante, en el siglo XII el contacto con el mundo islámico, donde los manuscritos griegos se habían conservado y ampliado, permitió la traducción al latín de un gran número de ellos. De este modo los europeos medievales tuvieron acceso a las obras de Platón y Aristóteles, así como al pensamiento islámico. Los pensadores cristianos de la escuela escolástica, especialmente Pedro Abelardo y Tomás de Aquino, combinaron la clasificación aristotélica, las ideas platónicas de la bondad de Dios y la presencia de todas las formas de vida potenciales, en una creación perfecta, para organizar todos los seres vivos, inanimados y espirituales en un enorme sistema interconectado: la scala naturæ, también denominada «cadena de los seres».
Dentro de este sistema se podía ordenar todo lo que existe, desde «lo bajo» hasta «lo alto», con el infierno debajo y Dios arriba; debajo de Dios había una jerarquía angelical marcada por las órbitas de los planetas, la humanidad en una posición intermedia, y los gusanos como los animales más bajos. En última instancia, el universo era perfecto, y por tanto la cadena de los seres también lo era. No había eslabones vacíos en la cadena, y ningún eslabón estaba representado por más de una especie. Por tanto, ninguna especie podía moverse desde una posición a la otra. En esta versión cristianizada del universo platónico perfecto, las especies no podían cambiar nunca, y permanecían inmutables de acuerdo con el Génesis. Que los humanos olvidaran su posición en la cadena se consideraba pecado, ya fuera por comportarse como animales situados más abajo en la cadena o por aspirar a un lugar más alto del que su Creador les había asignado.
Se esperaba que las criaturas situadas en eslabones adyacentes se parecieran bastante, una idea expresada en el dicho natura non facit saltum («la naturaleza no da saltos»). Este concepto básico de la cadena de los seres influenció en gran medida en el pensamiento de la civilización occidental durante siglos, y todavía tiene una cierta influencia en la sociedad de hoy en día. También formaba parte del argumento teleológico del diseño, presentado por la teología natural. Como sistema de clasificación se convirtió en el principal principio organizador, y el fundamento de una ciencia emergente, la biología, en los siglos XVII y XVIII.

### Sobre la creación y los procesos naturales por Tomás de Aquino
Si bien el desarrollo de la gran cadena del ser y el argumento del diseño por los teólogos cristianos contribuyeron a la opinión de que el mundo natural encaja en una jerarquía de inmutable diseño, algunos teólogos estaban más abiertos a la posibilidad de que el mundo se hubiese desarrollado a través de procesos naturales. Las aportaciones de Tomás de Aquino fueron superiores a las del propio Agustín de Hipona. Este se encontró con un relativamente amplio desarrollo del pensamiento filosófico y con una nueva explicación aún más compleja de la realidad (el aristotelismo) que vino a tomar auge en Europa recientemente y que era conocido como un «averroísmo latino». En su opinión, la autonomía de la naturaleza era un signo de la bondad de Dios y esta en ningún momento podría ocasionar un conflicto entre el concepto de un universo divinamente creado y la idea propia de que el universo pudo haber evolucionado con el tiempo a través de mecanismos naturales (Quinta vía).
Tomás consideró la teoría de Empédocles de que varias especies mutadas surgieron en los albores de la Creación. Tomás razonó que estas especies se generaron a través de mutaciones en el esperma animal, y argumentó que no fueron involuntarias por naturaleza; más bien, tales especies simplemente no estaban destinadas a una existencia perpetua. Esa discusión se encuentra en su comentario sobre la Física de Aristóteles:

Lo mismo es cierto de aquellas sustancias que Empédocles dijo que se produjeron al principio del mundo, como la 'descendencia del buey', es decir, mitad buey y mitad hombre. Porque si tales cosas no pudieron llegar a algún fin y estado final de la naturaleza para que se conservaran en la existencia, no fue porque la naturaleza no pretendiera esto [un estado final], sino porque no podían ser conservadas. Porque no fueron engendrados según la naturaleza, sino por la corrupción de algún principio natural, como ahora también sucede que algunos hijos monstruosos son engendrados por la corrupción de la simiente.

Por lo que respecta la existencia de Dios afirma taxativamente que no es una verdad evidente para la naturaleza humana, por lo que, quienes la afirmen, deberán probarla. La existencia de Dios es evidente considerada en sí misma, pero no considerada respecto al hombre y su razón finita y limitada. Tanto es así que ni siquiera las diversas culturas o civilizaciones tienen la misma idea de Dios, incluso, ni siquiera todos los hombres pertenecientes a la misma cultura poseen la misma idea de Dios. Sosteniendo «por lo tanto, es evidente que la naturaleza no es más que un cierto tipo de arte, es decir, el arte divino, grabado en las cosas, por el que estas cosas se mueven a un fin determinado, es como si el constructor de barcos es pudiese molear la madera para que esta misma tome la forma de un barco».

## Renacimiento e Ilustración
Algunas teorías evolucionistas exploradas entre 1650 y 1800 postulaban que el universo, incluyendo la vida en la Tierra, se había desarrollado mecánicamente, sin ningún tipo de guía divina. Aproximadamente en esta época, la filosofía mecánica de René Descartes empezó a alentar una visión de un universo similar a una máquina que acabaría caracterizando la revolución científica. Sin
embargo, muchas de las teorías evolucionistas de aquel tiempo, como las de Gottfried Leibniz y Johann Gottfried Herder, sostenían que la evolución era un proceso fundamentalmente espiritual. En 1751, Pierre Louis Maupertuis fue hacia un terreno más materialista. Escribió sobre modificaciones naturales que tienen lugar durante la reproducción, se acumulan a lo largo de muchas generaciones, y acaban produciendo razas e incluso nuevas especies. Maupertuis anticipó en términos generales el concepto de selección natural (término que comúnmente suele asociarse a Charles Darwin y Alfred Russel Wallace).
La primera referencia con respecto al uso de la palabra «evolución» hacía mención de lo que era el desarrollo embriológico, sin embargo su primer uso en cuanto al desarrollo de especies se dio en 1762, cuando Charles Bonnet lo usó para su concepto de pre-formación, en la cual se usaba como referencia una forma miniatura de todas las generaciones futuras. El término ganó más adeptos que lo vinculaban con el crecimiento o desarrollo progresivo.
Más tarde, en el siglo XVIII, el filósofo natural francés G. L. L. Buffon sugirió que lo que la mayoría de gente denominaba 'especies' en realidad solo eran variedades marcadas y modificadas por factores ambientales a partir de una forma original. Por ejemplo, creía que los leones, tigres, leopardos y gatos domésticos podían haber tenido un antepasado común. Especulaba que las aproximadamente 200 especies de mamíferos, hasta entonces conocidas, podrían haber descendido de solo 38 formas originales. Las ideas evolucionistas de Buffon eran limitadas; creía que cada una de las formas originales había aparecido por generación espontánea y que les daban forma unos «moldes internos» que limitaban la cantidad de cambio. Buffon fue uno de los principales naturalistas del siglo XVIII y sus obras, Historia Natural y Las Épocas de la Naturaleza, tuvieron una enorme influencia; en ellas exponía teorías bien desarrolladas sobre un origen completamente materialista de la Tierra, así como sus ideas cuestionando la fijación de las especies. Entre 1767 y 1792, James Burnett, Lord Monboddo incluyó en sus escritos no solo la idea de que los hombres habían descendido de los primates sino también que, en respuesta a su medio, los animales habían encontrado maneras de transformar sus características a lo largo de grandes períodos. En 1796, el abuelo de Charles Darwin, Erasmus Darwin, publicó Zoönomia, que sugería que «todos los animales de sangre caliente han surgido de un filamento viviente». En su poema de 1802 Temple of Nature, describió la aparición de la vida, desde organismos minúsculos que vivían en el barro hasta toda la compleja diversidad actual.
Para Maupertuis la naturaleza era demasiado heterogénea como para haber sido creada por diseño. Su perspectiva materialista y mecanicista (debida a su conocimiento de las teorías newtonianas y sus conocimientos en torno a la herencia) le permitieron desarrollar una teoría de la vida muy próxima al muy posterior mutacionismo de Hugo de Vries (1848-1935). Según Maupertuis, las primeras formas de vida aparecieron por generación espontánea a partir de combinaciones azarosas de materias inertes, moléculas o gérmenes. A partir de estas primeras formas de vida, una serie de mutaciones fortuitas engendró una multiplicación siempre creciente de especies. Maupertuis llega incluso a postular la eliminación de los mutantes deficientes, convirtiéndose así en un antecedente de la teoría de la selección natural. Junto a esta idea, surgió el transformismo del Conde de Buffon, limitado al interior de las especies. Si bien Buffon especula sobre la posibilidad de un tipo original de donde habrían descendido el resto de los animales mediante transformaciones morfológicas, finalmente rechaza esta hipótesis basándose en la constancia de las especies y la infertilidad de los híbridos. La tesis de que Buffon era un evolucionista convencido de que corrigió sus opiniones por miedo a la Iglesia no es aceptada ya por ninguno de los expertos en la obra de Buffon. Como señala Russell, Buffon refuta la posibilidad transformista apelando a criterios racionales y no a un acto de fe. Para él, las «degeneraciones» han podido afectar tan solo al tipo original de una especie por influencia especialmente del clima. No obstante, su cuestionamiento de la constancia absoluta de la especie, sus reflexiones sobre la historia de la Tierra, la fecundidad de los híbridos, el papel del medio y la biogeografía, abrirá la vía a la biología lamarckiana. En su obra De la Nature (1761), Robinet formuló la idea de que los organismos vivos se transforman formando una cadena ininterrumpida, idea que desarrolla en sus Considérations philosophiques de la gradation des formes de l'être, ou les essais de la nature qui apprend à faire l'homme y en su Parallèle de la condition et des facultés de l'homme avec la condition et les facultés des autres animaux, publicadas en 1768 y 1769. 
Entre 1767 y 1792 James Burnett (Lord Monboddo) postuló la idea de que el hombre había derivado de los primates, y que los animales, ante un medio cambiante, amoldarían sus características a lo largo del tiempo en respuesta a dicho cambio, con base a la variedad de sus características. Sus principales trabajos se centraron sobre todo en el estudio de la evolución del lenguaje, donde explica su surgimiento y desarrollo con ideas que anticipan al principio de selección natural; fue el primero en señalar la ventaja selectiva que daba el lenguaje al ser humano. Parece ser que influyó en los trabajos de Erasmus Darwin.

## Principios delsigloXIX

### Paleontología y geología
En 1796, Georges Cuvier publicó sus descubrimientos sobre las diferencias entre los elefantes vivos y los que aparecían en el registro fósil. Sus análisis demostraron que los mamuts y los mastodontes eran especies diferentes de cualquier animal viviente, poniendo fin así a un largo debate sobre la posibilidad de que se extinguieran las especies. En 1788, James Hutton describió procesos geológicos graduales que funcionaban constantemente a lo largo del «tiempo profundo». William Smith comenzó el proceso de ordenar estratos rocosos mediante el análisis de los fósiles de las capas mientras trabajaba en su mapa geológico de Inglaterra. Georges Cuvier y Alexandre Brongniart publicaron un influyente estudio de la historia geológica de la región circundante de París, basado en la sucesión estratigráfica de las capas de roca. Estas obras contribuyeron a determinar la antigüedad de la Tierra. Cuvier defendía el catastrofismo para explicar los patrones de extinción y sucesión faunal que revelaba el registro fósil.
El conocimiento respecto al registro fósil continuó avanzando rápidamente durante las primeras décadas del siglo XIX. En la década de 1840, los grandes rasgos de la escala geológica estaban quedando claros, y en 1841 John Phillips dio nombre a tres grandes eras, basándose en la fauna predominante de cada una: el Paleozoico, dominado por los invertebrados marinos y los peces; el Mesozoico, la edad de los reptiles, y la actual; el Cenozoico, era de los mamíferos. Esta visión progresiva de la historia de la vida fue aceptada incluso por geólogos ingleses conservadores como Adam Sedgwick y William Buckland, sin embargo, otros como Cuvier, atribuían la progresión a episodios catastróficos repetidos de extinción seguidos de nuevos episodios de creación. A diferencia de este, Buckland y algunos otros defensores de la teología natural entre los geólogos británicos se esforzaron para relacionar explícitamente el último episodio catastrófico propuesto por Cuvier al diluvio bíblico.
Entre 1830 y 1833, Charles Lyell publicó su obra de varios volúmenes Principles of Geology que, a partir de las ideas de Hutton, defendía una alternativa uniformitarianista a la teoría catastrofista de la geología. Lyell afirmaba que, en lugar de ser el resultado de eventos cataclísmicos (y posiblemente sobrenaturales), los rasgos geológicos de la Tierra se explican más fácilmente como resultado de las mismas fuerzas geológicas graduales que se observan hoy en día —pero actuando a lo largo de períodos inmensamente largos. Aunque Lyell se oponía a las teorías evolucionistas (cuestionando incluso el consenso que el registro fósil demuestra una progresión auténtica), su concepto de que la Tierra era modificada por fuerzas que actuaban gradualmente sobre un periodo largo así como la inmensa edad de la Tierra que asumían sus teorías, influyó a muchos futuros pensadores evolucionistas como Charles Darwin.

### Transmutación de las especies

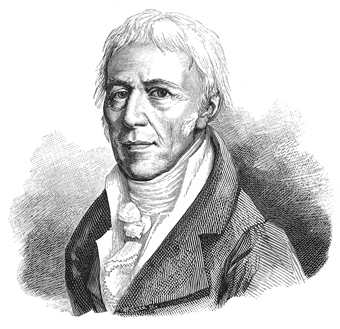
Lamarck propuso la teoría de la transmutación de las especies en su libro Philosophie Zoologique.

Jean Baptiste Lamarck propuso, en su Philosophie Zoologique de 1809, una teoría de la transmutación de las especies. Lamarck no creía que todos los seres vivos compartían un ancestro común, sino que las formas de vida sencillas son creadas constantemente por generación espontánea. También creía que una fuerza vital innata impulsaba a las especies a ser más complejas a lo largo del tiempo, avanzando por una escala lineal de complejidad relacionada con la escala de la naturaleza. Lamarck reconoció que las especies estaban adaptadas a su ambiente. Explicó este hecho diciendo que la misma fuerza innata que impulsaba el aumento de la complejidad hacía que los órganos de un animal (o planta) cambiaran según el uso o desuso de estos órganos, al igual que los músculos se desarrollan o atrofian según el ejercicio que hagan. Argumentaba que estos cambios podían ser heredados por la generación siguiente, produciendo una lenta adaptación al medio. Este mecanismo de adaptación secundario por la herencia de rasgos adquiridos sería conocido como lamarckismo e influiría las discusiones de la evolución hasta el siglo XX.
Una escuela radical británica de anatomía comparada, que incluía el anatomista Robert Grant, tuvo un contacto muy estrecho con la escuela francesa de Lamarck del «transformacionismo». Uno de los científicos franceses que influyó a Grant fue el anatomista Étienne Geoffroy Saint-Hilaire, cuyas ideas sobre la unidad de las diferentes configuraciones corporales de los animales y la homología de ciertas estructuras anatómicas serían ampliamente influyentes y llevarían a un intenso debate con el su colega Georges Cuvier. Grant se convirtió en una autoridad en la anatomía y reproducción de los invertebrados marinos. Desarrolló las ideas de Lamarck y de Erasmus Darwin sobre la transmutación y el evolucionismo, e investigó las homologías para demostrar la descendencia común. Como joven estudiante, Charles Darwin se unió a Grant en investigaciones del ciclo vital de animales marinos. En 1826, un documento anónimo, escrito probablemente por Robert Jameson, alabó a Lamarck por haber explicado cómo los animales más altos habían «evolucionado» de los gusanos más simples; esta fue la primera utilización de la palabra «evolucionar» en su sentido moderno.
En 1844, el editor escocés Robert Chambers publicó anónimamente un libro extremadamente controvertido pero muy leído titulado Vestiges of the Natural History of Creation. Este libro proponía un escenario evolucionista para el origen del sistema solar y de la vida en la Tierra. Afirmaba que el registro fósil indicaba una ascensión progresiva de los animales, y los animales actuales son ramas de una línea principal que lleva progresivamente a la humanidad. Implicaba que las transmutaciones llevan a la ejecución de un plan preconcebido que había sido tejido en las leyes que gobiernan el universo. Este sentido, era menos materialista que las ideas radicales como Robert Grant, pero su implicación que los humanos solo eran el último peldaño en la ascensión de la vida animal ofendió a muchos pensadores conservadores. El alto perfil del debate público sobre Vestiges, con su presentación de la evolución como un proceso progresivo, tuvo una amplia influencia en la percepción de la teoría darwiniana una década más tarde.
Las ideas sobre la transmutación de las especies estaban asociadas con el materialismo radical de la Ilustración y fueron atacadas por pensadores más conservadores. Georges Cuvier atacó las ideas de Lamarck y Geoffroy Saint-Hilaire, estando de acuerdo con Aristóteles en que las especies eran inmutables. Cuvier creía que las partes individuales de un animal estaban demasiado estrechamente relacionadas como para que una de ellas cambiara independientemente de las otras, y argumentaba que el registro fósil mostraba patrones de extinciones catastróficas seguidas de repoblaciones, y no un cambio gradual a lo largo del tiempo. También indicó que los dibujos de animales y las momias de animales de Egipto, que tenían miles de años de antigüedad, no presentaban ninguna diferencia respecto a los animales modernos. La fuerza de los argumentos de Cuvier y su reputación científica hicieron que las ideas transmutacionales permanecieran marginales durante décadas.

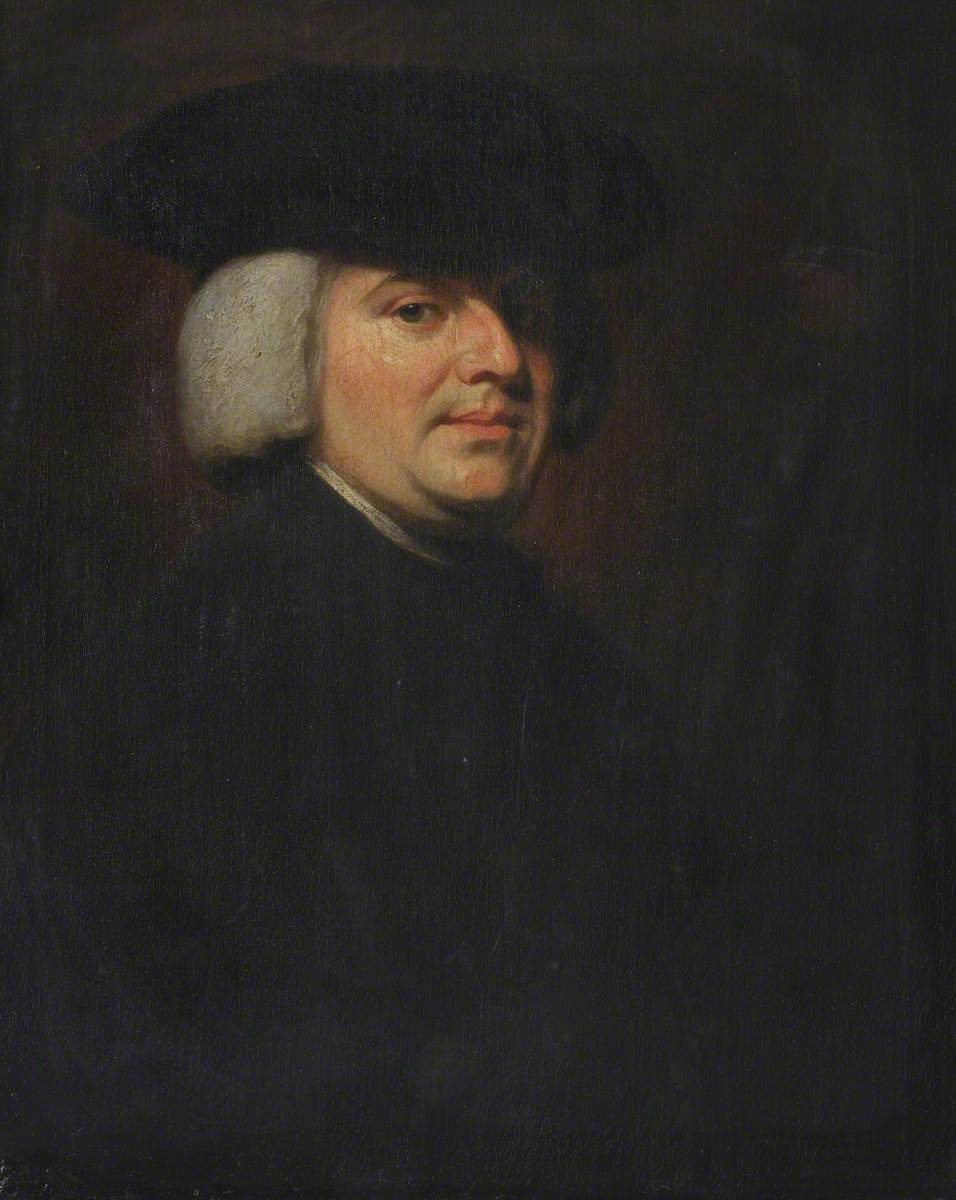
William Paley criticó con su famosa analogía del relojero en Natural Theology a las ideas transmutacionales de Erasmus Darwin

En Gran Bretaña, la filosofía de la teología natural permaneció influyente. El libro de 1802 de William Paley Natural Theology, con su famosa analogía del relojero, fue escrito al menos parcialmente como respuesta a las ideas transmutacionales de Erasmus Darwin. Los geólogos influidos por la teología natural, como Buckland y Sedgwick, tomaron la costumbre de atacar las ideas evolucionistas de Lamarck, Grant y The Vestiges of the Natural History of Creation. Aunque el geólogo Charles Lyell se oponía a la geología sacra, también creía en la inmutabilidad de las especies, ya sus Principles of Geology (1830-1833) criticaron el desarrollo de las teorías lamarckianas. Idealistas como Louis Agassiz y Richard Owen creían que cada especie era fija e inmutable porque representaba una idea en la mente del creador. Pensaban que las relaciones entre las especies podían ser discernidas a partir de patrones del desarrollo embriológico, así como el registro fósil, pero que estas relaciones representaban un patrón subyacente de pensamiento divino, con una creación progresiva que llevaba a una mayor complejidad y culminaba con la humanidad. Owen desarrolló la idea de «arquetipos» de la mente Divina que producen una secuencia de especies relacionadas para homologías anatómicas, como los miembros de los vertebrados. Owen encabezó una campaña pública que consiguió marginar a Robert Grant de la comunidad científica. Darwin utilizaría las homologías analizadas por Owen en su propia teoría, pero el severo trato que recibió Grant y la controversia alrededor de Vestiges contribuyeron a su decisión de retrasar la publicación de sus ideas.

### Antecesores de la selección natural
Varios autores anticiparon aspectos de la teoría de Darwin, y en la tercera edición de El origen de las especies, publicada en 1861, Darwin llamó aquellos de los que tenía conciencia en un apéndice introductorio, Un esbozo histórico del progreso reciente de la opinión sobre el origen de las especies, que amplió en ediciones posteriores.
En 1813, William Charles Wells leyó ante la Royal Society ensayos que asumían que había habido una evolución de los humanos, y reconocían el principio de la selección natural. Charles Darwin y Alfred Russel Wallace no estaban al corriente de esta obra cuando publicaron conjuntamente su teoría en 1858, pero Darwin reconoció más tarde que Wells había reconocido el principio antes que ellos, escribiendo que la obra An Account of a White Female, part of whose Skin resembles that of a black («Informe sobre una hembra blanca, de la cual una parte de la piel se asemeja a la de un negro») fue publicada en 1818, y que «[él] reconoce claramente el principio de la selección natural, y éste es el primer reconocimiento al ser indicado, pero sólo lo aplica a las razas humanas, y únicamente a ciertos rasgos». Cuando Darwin estaba desarrollando su teoría, fue influido por el «sistema natural» de clasificación de Agustín de Candolle, que enfatizaba la guerra entre especies competidoras.
Patrick Matthew escribió en su «críptico» libro Naval Timber & Arboriculture (1831) sobre una «adaptación continua de la vida en las circunstancias" y sobre que la "descendencia de los mismos padres, bajo circunstancias muy diferentes, pueden, en varias generaciones, ser incluso especies diferentes, incapaces de reproducirse entre ellas». Charles Darwin descubrió esta obra tras la publicación inicial de El origen. En el breve esbozo histórico que Darwin incluyó en la tercera edición dice que: «Desafortunadamente, la idea fue expuesta por el Sr. Matthew muy brevemente en un apéndice de una obra sobre un tema diferente[...] Sin embargo, vio claramente toda la fuerza del principio de la selección natural.»
Es posible observar toda la historia de la biología desde los antiguos griegos hacia adelante y descubrir anticipaciones de casi todas las ideas clave de Darwin. Sin embargo, como dice el historiador de la ciencia Peter J. Bowler, «con una combinación de teorías audaces y una evaluación detallada, Darwin encontró un concepto de la evolución que era único en su tiempo». Bowler continúa diciendo que la simple prioridad por sí sola no es suficiente para asegurarse un lugar en la historia de la ciencia, hay que desarrollar una idea y convencer a los demás de su importancia para que tenga un impacto real.
En su ensayo sobre la recepción de El origen de las especies, Thomas Henry Huxley dijo:

La sugerencia de que las nuevas especies podrían resultar de la acción selectiva de condiciones externas sobre las variaciones del tipo específico que presenta cada individuo, y que calificamos de espontáneas porque lo ignoramos en causa, es tan desconocido por el historiador de las ideas científicas como lo era por los especialistas biólogos antes de 1858. Sin embargo, esta sugerencia es la idea central de El origen de las especies, y contiene la quintaesencia del darwinismo.

### Selección natural

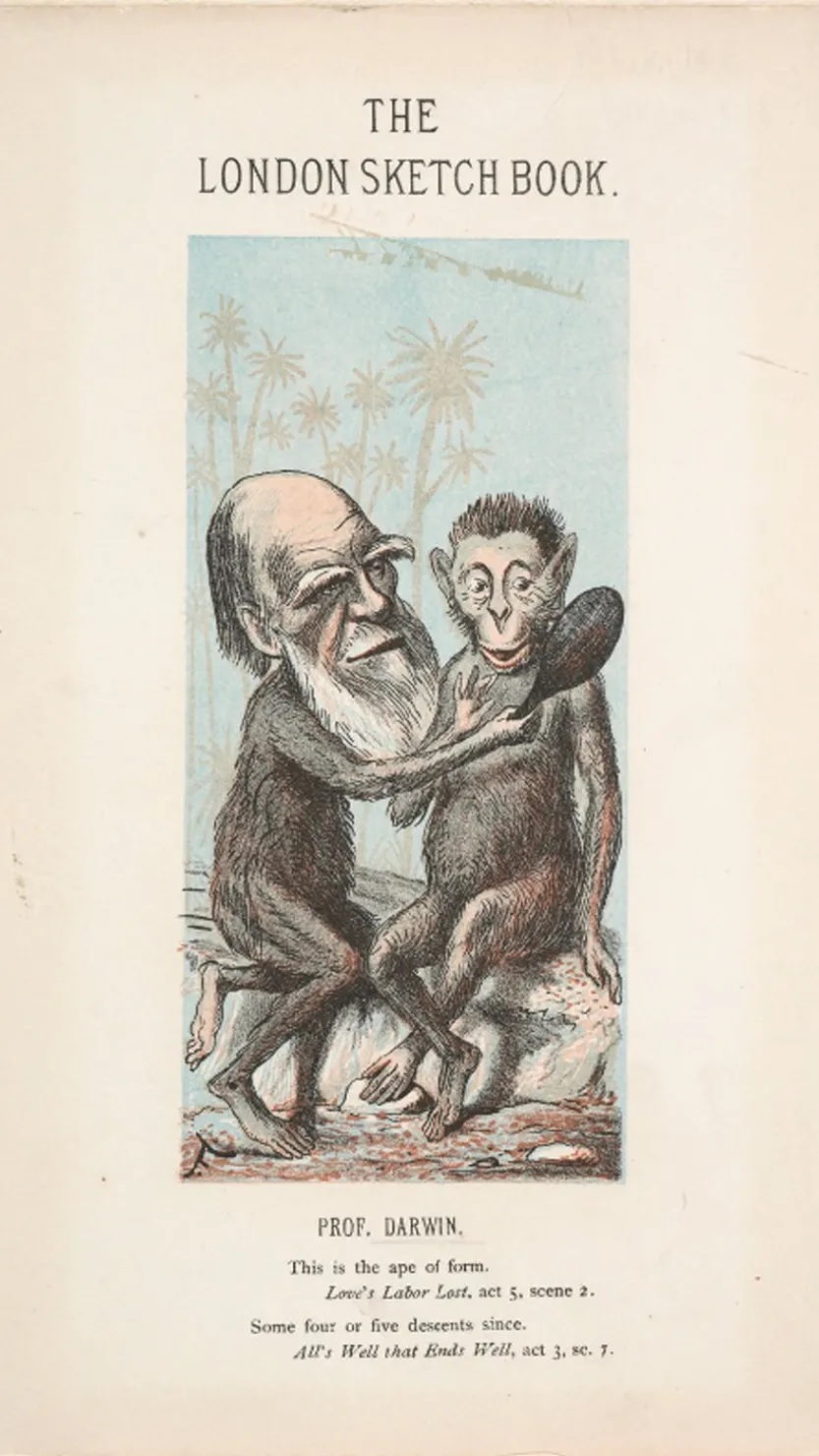
La obra de Darwin causó demasiadas críticas. Este dibujo hecho por Faustin Betbeder, es una burla hacia la perspectiva fundada por Darwin.

Los patrones biogeográficos que observó Charles Darwin en lugares como las islas Galápagos durante el viaje del Beagle hicieron que pusiera en duda la fijación de las especies, y en 1837 inició el primero de una serie de libros de notas secretos sobre la transmutación. Las observaciones de Darwin le llevaron a ver la transmutación como un proceso de divergencia y ramificación, en lugar de la progresión en escala concebida por Lamarck y otros. En 1838 leyó la nueva sexta edición de Ensayo sobre el principio de la población, escrito en el siglo XVIII por Thomas Malthus. La idea malthusiana que el crecimiento de la población lleva a una lucha
por la supervivencia, combinada con el conocimiento de Darwin sobre cómo seleccionaban los ganaderos los rasgos interesantes, llevó al nacimiento de la teoría de la selección natural de Darwin. Darwin pasa veinte años sin publicar sus ideas sobre la evolución. Sin embargo, sí que las compartió con algunos otros naturalistas y amigos, empezando por Joseph Hooker, con quien discutió sobre su ensayo no publicado de 1844 sobre la selección natural. Durante este período, utilizó el tiempo que le quedaba del resto de su trabajo científico para refinar lentamente sus ideas y, consciente de la intensa controversia en torno a la transmutación, acumular pruebas para apoyarlas.
A diferencia de Darwin, Alfred Russel Wallace, influido por el libro Vestiges of the Natural History of Creation, ya sospechaba la existencia de la transmutación de las especies cuando empezó su carrera como naturalista. En 1855, las observaciones biogeográficas llevadas a cabo durante su trabajo de campo en Sudamérica y la Insulindia ya le habían dado la confianza necesaria en un patrón ramificándose de la evolución como para publicar un documento en el que afirmaba que cada especie se originó en gran proximidad a una especie muy próxima ya existente. Como en el caso de Darwin, fue la consideración de Wallace de cómo las ideas de Malthus se podían aplicar a poblaciones de animales que lo llevó a conclusiones muy similares a las de Darwin sobre el papel de la selección natural. En febrero de 1858, desconociendo las ideas no publicadas de Darwin, Wallace plasmó sus pensamientos en un ensayo que envió a Darwin, pidiéndole su opinión. El resultado fue que publicaron conjuntamente en julio siguiente un extracto del ensayo de 1844 de Darwin junto con la carta de Wallace. Darwin también comenzó a trabajar con dedicación en El origen de las especies, que publicaría en 1859.

## 1859-1930: Darwin y su legado

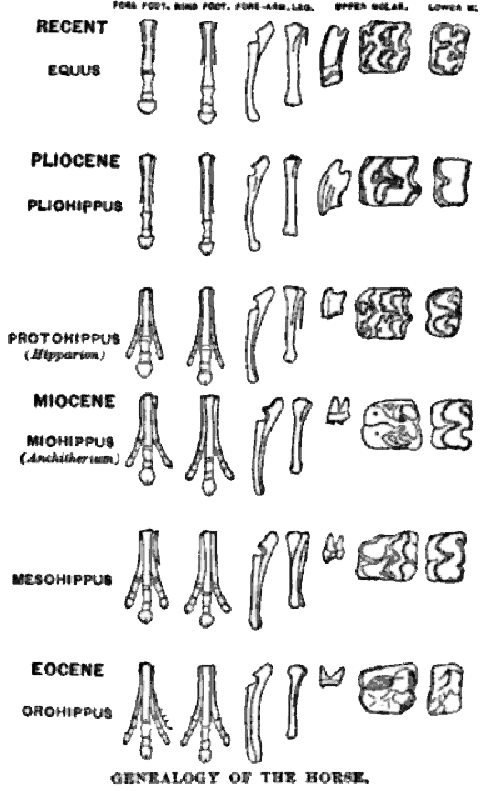
Diagrama de Othniel Charles Marsh de la evolución de las patas y los dientes de caballo a lo largo del tiempo, tal como se reproduce en el Prof. Huxley de Thomas Henry Huxley en América (1876)

En la década de 1850, si las especies evolucionaron o no fue un tema de intenso debate, con científicos prominentes discutiendo ambos lados del tema. La publicación de El origen de las especies de Charles Darwin transformó fundamentalmente la discusión sobre los orígenes biológicos. Darwin argumentó que su versión ramificada de la evolución explicaba una gran cantidad de hechos en biogeografía, anatomía, embriología y otros campos de la biología. También proporcionó el primer mecanismo convincente por el cual el cambio evolutivo podría persistir: su teoría de la selección natural.
Uno de los primeros y más importantes naturalistas en ser convencidos por Origin de la realidad de la evolución fue el anatomista británico Thomas Henry Huxley. Huxley reconoció que, a diferencia de las ideas transmutacionales anteriores de Jean-Baptiste Lamarck y Vestiges of the Natural History of Creation, la teoría de Darwin proporcionaba un mecanismo para la evolución sin implicación sobrenatural, incluso si el propio Huxley no estaba completamente convencido de que la selección natural fuera el mecanismo evolutivo clave. Huxley haría de la defensa de la evolución una piedra angular del programa del X Club para reformar y profesionalizar la ciencia al desplazar la teología natural con el naturalismo y poner fin a la dominación de la ciencia natural británica por el clero. A principios de la década de 1870 en los países de habla inglesa, gracias en parte a estos esfuerzos, la evolución se había convertido en la principal explicación científica del origen de las especies. En su campaña para la aceptación pública y científica de la teoría de Darwin, Huxley hizo un amplio uso de nuevas evidencias de la evolución de la paleontología. Esto incluyó evidencia de que las aves habían evolucionado a partir de reptiles, incluido el descubrimiento de Archaeopteryx en Europa, y una serie de fósiles de aves primitivas con dientes encontrados en América del Norte. Otra línea importante de evidencia fue el hallazgo de fósiles que ayudaron a rastrear la evolución del caballo desde sus pequeños antepasados de cinco dedos. Sin embargo, la aceptación de la evolución entre los científicos en países de habla no inglesa como Francia y los países del sur de Europa y América Latina fue más lenta. Una excepción a esto fue Alemania, donde August Weismann y Ernst Haeckel defendieron esta idea: Haeckel usó la evolución para desafiar la tradición establecida del idealismo metafísico en la biología alemana, al igual que Huxley la usó para desafiar la teología natural en Gran Bretaña. Haeckel y otros científicos alemanes liderarían el lanzamiento de un ambicioso programa para reconstruir la historia evolutiva de la vida basada en la morfología y la embriología.
La teoría de Darwin logró alterar profundamente la opinión científica sobre el desarrollo de la vida y producir una pequeña revolución filosófica. Sin embargo, esta teoría no podría explicar varios componentes críticos del proceso evolutivo. Específicamente, Darwin no pudo explicar la fuente de variación en los rasgos dentro de una especie, y no pudo identificar un mecanismo que pudiera transmitir los rasgos fielmente de una generación a la siguiente. La hipótesis de la pangénesis de Darwin, aunque dependía en parte de la herencia de las características adquiridas, demostró ser útil para los modelos estadísticos de evolución desarrollados por su primo Francis Galton y la escuela "biométrica" del pensamiento evolutivo. Sin embargo, esta idea demostró ser de poca utilidad para otros biólogos.

### Aplicación a humanos

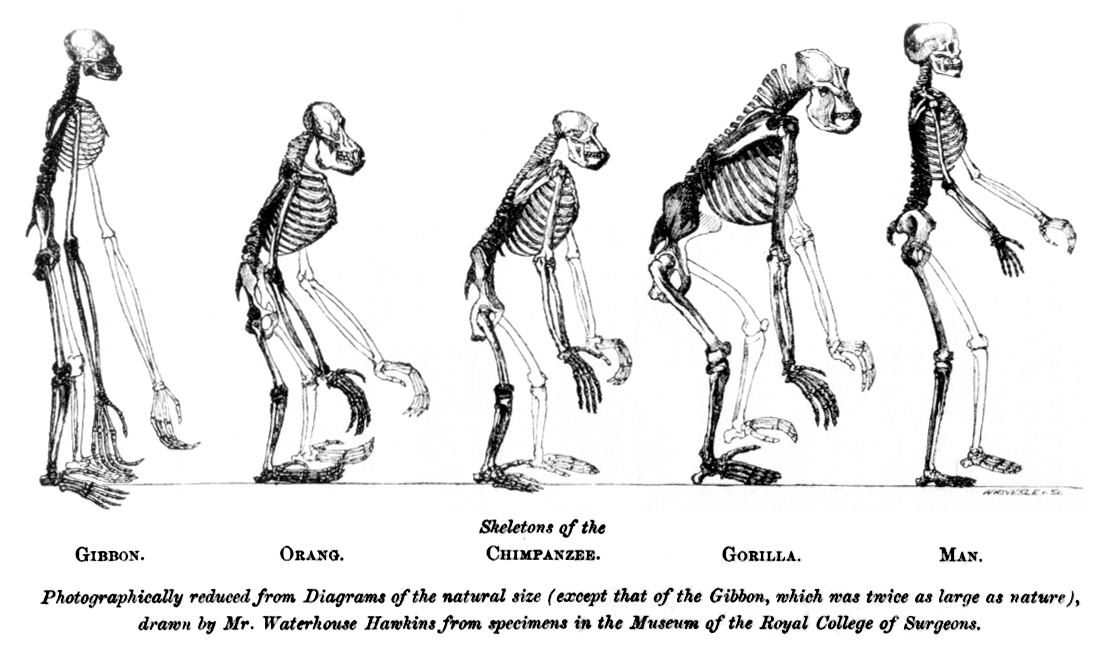
Esta ilustración (la raíz de The March of Progress) fue el frontispicio del libro de Thomas Henry Huxley Evidence as to Man's Place in Nature (1863). Huxley aplicó las ideas de Darwin a los humanos, usando una anatomía comparada para mostrar que los humanos y los simios tenían un antepasado común, lo que desafió la idea teológicamente importante de que los humanos tenían un lugar único en el universo.

Charles Darwin era consciente de la reacción severa en algunas partes de la comunidad científica contra la sugerencia hecha en Vestigios de la Historia Natural de la Creación de que los humanos habían surgido de los animales por un proceso de transmutación. Por lo tanto, ignoró casi por completo el tema de la evolución humana en El origen de las especies. A pesar de esta precaución, el tema ocupó un lugar destacado en el debate que siguió a la publicación del libro. Durante la mayor parte de la primera mitad del siglo XIX, la comunidad científica creía que, aunque la geología había demostrado que la Tierra y la vida eran muy antiguas, los seres humanos habían aparecido repentinamente unos pocos miles de años antes del presente. Sin embargo, una serie de descubrimientos arqueológicos en las décadas de 1840 y 1850 mostraron herramientas de piedra asociadas con los restos de animales extintos. A principios de la década de 1860, como se resume en el libro de 1863 de Charles Lyell, Geological Evidence of the Antiquity of Man, se había aceptado ampliamente que los humanos habían existido durante un período prehistórico, que se extendió muchos miles de años antes del comienzo de la historia escrita. Esta visión de la historia humana era más compatible con un origen evolutivo para la humanidad que la visión más antigua. Por otro lado, en ese momento no había evidencia fósil para demostrar la evolución humana. Los únicos fósiles humanos encontrados antes del descubrimiento de Java Man en la década de 1890 eran humanos anatómicamente modernos o neandertales demasiado cercanos, especialmente en la característica crítica de la capacidad craneal, a los humanos modernos para que pudieran ser intermediarios convincentes entre humanos y otros primates.
Por lo tanto, el debate que siguió inmediatamente a la publicación de El origen de las especies se centró en las similitudes y diferencias entre los humanos y los simios modernos. Carolos Linneo había sido criticado en el siglo XVIII por agrupar humanos y simios como primates en su innovador sistema de clasificación. Richard Owen defendió vigorosamente la clasificación sugerida por Georges Cuvier y Johann Friedrich Blumenbach colocó a los humanos en un orden separado de cualquiera de los otros mamíferos, que a principios del siglo XIX se había convertido en la visión ortodoxa. Por otro lado, Thomas Henry Huxley buscó demostrar una estrecha relación anatómica entre humanos y simios. En un famoso incidente, que se conoció como la Gran Pregunta del Hipocampo, Huxley mostró que Owen se equivocó al afirmar que los cerebros de los gorilas carecían de una estructura presente en los cerebros humanos. Huxley resumió su argumento en su influyente libro de 1863 Evidence as to Man's Place in Nature. Otro punto de vista fue defendido por Lyell y Alfred Russel Wallace. Acordaron que los humanos compartían un ancestro común con los simios, pero cuestionaron si algún mecanismo puramente materialista podría explicar todas las diferencias entre humanos y simios, especialmente algunos aspectos de la mente humana.
En 1871, Darwin publicó The Descent of Man, and Selection in Relation to Sex, que contenía sus puntos de vista sobre la evolución humana. Darwin argumentó que las diferencias entre la mente humana y las mentes de los animales superiores eran una cuestión de grado más que de tipo. Por ejemplo, él vio la moralidad como una consecuencia natural de los instintos que fueron beneficiosos para los animales que viven en grupos sociales. Argumentó que todas las diferencias entre humanos y simios se explicaron por una combinación de las presiones selectivas que surgieron de nuestros antepasados que se mudaron de los árboles a las llanuras, y la selección sexual. El debate sobre los orígenes humanos y sobre el grado de singularidad humana continuó hasta bien entrado el siglo XX.

## Transformismo lamarquista
El primero en proponer una teoría acabada de la evolución fue Jean-Baptiste Lamarck.
Lamarck postula dos fuerzas evolutivas cuya combinatoria habría conformado un árbol filogenético ramificado: por un lado, la tendencia intrínseca de la naturaleza hacia el aumento de la complejidad daría cuenta del tronco ascendente que puede trazarse desde los organismos más sencillos hasta los más complejos; por otro, la acomodación de los organismos a las circunstancias externas y la herencia de tales adaptaciones explicaría las desviaciones que ramifican esa gradación regular. 
El transformismo de Lamarck suele describirse atendiendo tan solo a estas dos últimas leyes básicas, formuladas en su Filosofía zoológica y completadas en la Historia Natural de los Animales sin Vértebras: la ley del uso y desuso de los órganos y la ley de la herencia de los caracteres adquiridos. Así, en una primera fase, el movimiento de los fluidos internos del organismo, desatado por su comportamiento, provocaría el sobredesarrollo o la atrofia de los órganos (ley del uso y desuso de los órganos); en una segunda fase, tales modificaciones se transmitirían a los descendientes por gemación (ley de la herencia de los caracteres adquiridos)
A menudo Lamarck ha sido caracterizado como un vitalista místico, defensor de una voluntad orgánica ajena a la causalidad física y responsable de la transformación de las especies. Sin embargo, “en su última gran obra, y el contexto de su teoría transformista, Lamarck defendió una visión convencional de causalidad mecanicista, y ridiculizó cualquier interpretación teleológica. Mantenía que los fines son falsas apariencias que reflejan la necesidad causal subyacente.”
En Inglaterra, el transformismo lamarckiano encontró un eco importante en una escuela radical de anatomía comparada entre cuyos miembros se encontraban Robert Knox y el anatomista Robert Edmund Grant. Grant desarrolló las ideas de Lamack y Erasmus Darwin de transmutación y evolucionismo, investigando la homología para probar la descendencia común. En su juventud, Charles Darwin colaboró con Grant en sus investigaciones sobre el ciclo de vida de animales marinos.

## El origen de las especies

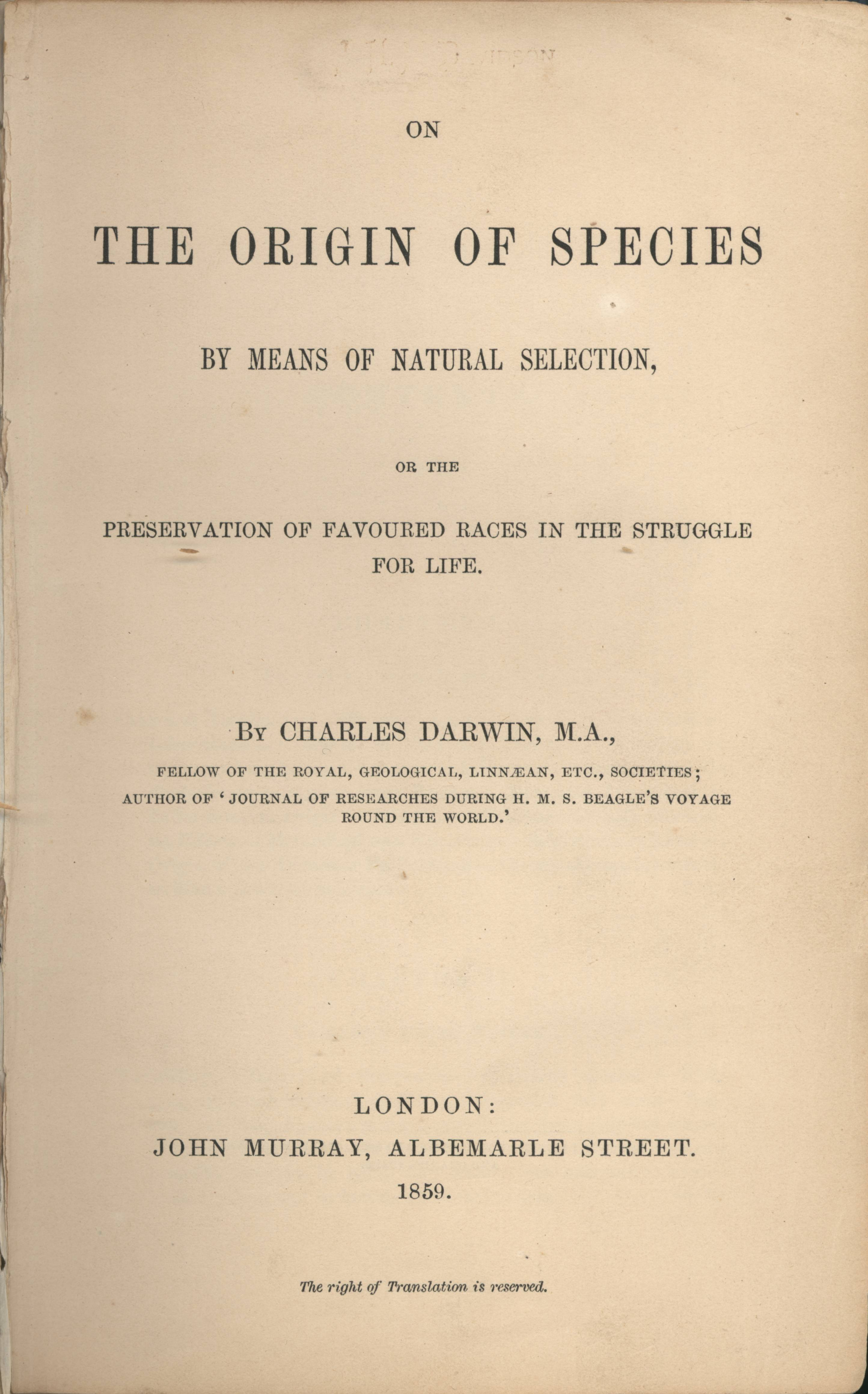
Portada de El Origen de las Especies

En 1844 Robert Chambers, editor y escritor británico, publicó los Vestigios (Vestiges of the Natural History of Creation), donde defendía la transformación de las especies. Como la de Lamarck, su obra fue objeto de numerosas críticas por parte de antitransformistas. En este caso, se trataba de una obra poco rigurosa desde un punto de vista científico que, aunque defendía la evolución, no proponía ningún mecanismo que la explicase. No obstante, su publicación fue fundamental para preparar la recepción social del transformismo. 
A lo largo de los treinta años previos a la publicación del Origen, no fue publicada ninguna teoría evolutiva de importancia. No obstante, y a pesar de que la mayoría de los biólogos creía en la constancia de las especies, existían también naturalistas (como Karl Ernst von Baer) que mantenían una actitud abierta hacia el tema e incluso admitían la posibilidad de procesos evolutivos de corto alcance. Isidore Geoffroy Saint-Hilaire, hijo de Étienne Geoffroy Saint-Hilaire, llegó a sostener que las especies podían haberse formado a partir de variedades. En 1853, J. V. Carus, a partir del triple paralelismo establecido por Louis Agassiz, infirió la probabilidad de la evolución.

## El mecanismo de la evolución

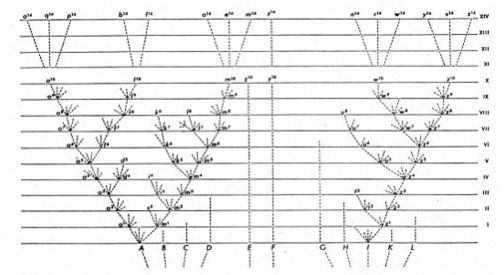
Diagrama dibujado por Charles Darwin en El Origen de las Especies.

A pesar de que la teoría de Darwin pudo sacudir profundamente la opinión científica con respecto al desarrollo de la vida (e incluso resultando en una pequeña revolución social), no pudo explicar la fuente de variación existente entre las especies, y la propuesta de Darwin de la existencia de un mecanismo hereditario (pangénesis) no satisfizo a la mayoría de los biólogos. No fue recién hasta fines del siglo XIX y comienzos del XX, que estos mecanismos pudieron establecerse.
Cuando se "redescubrió" alrededor del 1900 el trabajo de Gregor Mendel sobre la naturaleza de la herencia que databa de fines del siglo XIX, se estableció una discusión entre los Mendelianos (Davenport, Bateson) y los biométricos (Weldon y Pearson), quienes insistían en que la mayoría de los caminos importantes para la evolución debían mostrar una variación continua que no era explicable a través del análisis mendeliano. Finalmente, los dos modelos fueron conciliados y fusionados, principalmente a través del trabajo del biólogo y estadístico R.A. Fisher. Este enfoque combinado, que empleaba un modelo estadístico riguroso a las teorías de Mendel de la herencia vía genes, se dio a conocer en los años 1930 y 1940 y se conoce como la teoría sintética de la evolución.
En los años de la década de 1940, siguiendo el experimento de Griffith, Oswald Avery, Colin Munro MacLeod y Maclyn McCarty lograron identificar de forma definitiva al ácido desoxirribonucléico (ADN) como el "principio transformante" responsable de la transmisión de la información genética. En 1953, Francis Crick y James Watson publicaron su famoso trabajo sobre la estructura del ADN, basado en la investigación de Rosalind Franklin y Maurice Wilkins. Estos desarrollos iniciaron la era de la biología molecular y permitieron el estudio de la evolución a nivel molecular (ver evolución molecular).

## La Síntesis evolutiva moderna
La síntesis evolutiva moderna es la teoría que relaciona la heredabilidad de los caracteres genéticos, su mutación aleatoria y la selección natural para explicar el fenómeno de la evolución, situándolo como eje central de la biología y sus distintas ramas.

## De 1940 a 1960: biología molecular y evolución
Durante las décadas de mediados del siglo XX comenzó a desarrollarse la biología molecular, y con ella una comprensión de la naturaleza química de los genes como las secuencias de ADN y su relación, mediante el código genético, con las secuencias proteicas. Al mismo tiempo, técnicas cada vez más potentes para analizar proteínas, como la electroforesis proteica y la secuenciación de proteínas, trasladaron los fenómenos bioquímicos al campo de la teoría sintética de la evolución. A comienzos de la década de 1960, los bioquímicos Linus Pauling y Emile Zuckerkandl propusieron la hipótesis del reloj molecular, en la que las diferencias secuenciales entre las proteínas homólogas se pueden utilizar para calcular el tiempo transcurrido desde la divergencia de dos especies. En 1969, Motoo Kimura y otros científicos desarrollaron una base teórica para el reloj molecular, argumentando que, al menos a nivel molecular, la mayoría de las mutaciones genéticas no son ni beneficiosas ni perjudiciales, y que la deriva genética, y no la selección natural, es la responsable de gran parte del cambio genético; la teoría neutralista de la evolución molecular. Los estudios de las diferencias en las proteínas dentro de una misma especie llevaron la información molecular al campo de la genética de poblaciones, ofreciendo estimaciones del grado de heterocigosidad a las poblaciones naturales.
A partir de comienzos de la década de 1960, la biología molecular fue considerada cada vez más como una amenaza al núcleo tradicional de la biología evolutiva. Algunos biólogos evolucionistas establecidos, tales como Ernst Mayr, Theodosius Dobzhansky y George Gaylord Simpson, mostraron un especticismo extremo en lo referente a enfoques moleculares, especialmente cuando se trataba de conexiones con la selección natural. La hipótesis del reloj molecular y la teoría neutralista eran particularmente controvertidas, y dieron lugar al debate neutralismo-seleccionismo sobre la importancia relativa de la deriva y la selección, que continuó hasta la década de 1980 sin una resolución clara.